# Carex schuetzeana
Carex schuetzeana là một loài thực vật có hoa trong họ Cói. Loài này được Figert mô tả khoa học đầu tiên năm 1899.